# ویکتور آنری-ژوزف برائن دوکانژ
ویکتور آنری-ژوزف برائن دوکانژ (به فرانسوی: Victor Henri-Joseph Brahain Ducange) رمان‌نویس و دراماتورژ قرن هجدهم میلادی اهل فرانسه است.